# كأس ياسر عرفات
كأس ياسر عرفات هي بطولة لكرة القدم تقام سنويا منذ 2011 في الضفة الغربية بواسطة الاتحاد الفلسطيني لكرة القدم، سمي على اسم ياسر عرفات رئيس السلطة الوطنية الفلسطينية المتوفي عام 2004.